# Домброва (Журомінський повіт)
Домброва (пол. Dąbrowa) — село в Польщі, у гміні Журомін Журомінського повіту Мазовецького воєводства.
Населення — 181 особа (2011).
У 1975-1998 роках село належало до Цехановського воєводства.

## Демографія
Демографічна структура станом на 31 березня 2011 року:
|          | Загалом | Допрацездатний вік | Працездатний вік | Постпрацездатний вік |
| -------- | ------- | ------------------ | ---------------- | -------------------- |
| Чоловіки | 84      | 22                 | 54               | 8                    |
| Жінки    | 97      | 26                 | 49               | 22                   |
| Разом    | 181     | 48                 | 103              | 30                   |